# Bogdan Grad
Bogdan Grad (ur. 2 października 1963 w Gałkowie Dużym) – polski piosenkarz i gitarzysta. Założyciel zespołu Big Dance oraz członek formacji: Blue Note, Yankel Band, One Red i Kapela Jankiela. Jest samoukiem.

## Kariera
W latach 80. XX wieku grał z zespołem Abarth, z którym wystąpił między innymi na Widzewskiej Jesieni Muzycznej oraz na łódzkich Rockowiskach, gdzie zajęli 1. i 2. miejsce. W 1987 otrzymał tytuł muzyka estradowego oraz instruktora muzyki, po weryfikacji Ministerstwa Kultury i Sztuki. 
W latach 1985–1987 pełnił funkcję kierownika muzycznego wojskowego estradowego zespołu Kirasjerzy. Współpracował również z Teatrem Muzycznym w Łodzi. W latach 1986–1991 był członkiem big-bandu Maćka Pawłowskiego, jako muzyk sesyjny współpracował też z takimi artystami jak Krystyna Giżowska, Grażyna Łobaszewska czy Edward Hulewicz. W latach 90. XX wieku związany głównie z nurtem disco polo – nagrywał i występował z zespołem Big Dance. W roku 2000 zaczął współpracę z twórcami polskiej sceny jazzowej takimi jak Natasza Czermińska, Maciej Strzelczyk, Krzysztof Ścierański czy Marcin Janiszewski. W krótkim czasie dołączył do kilku formacji jazzowych jako gitarzysta, m.in. Blue Note, Yankel Band i One Red.
W roku 2006 zaczął solową karierę, tworząc muzykę smooth jazz oraz wydając solowy album "BOGDAN GRAD acid smooth jazz rock".

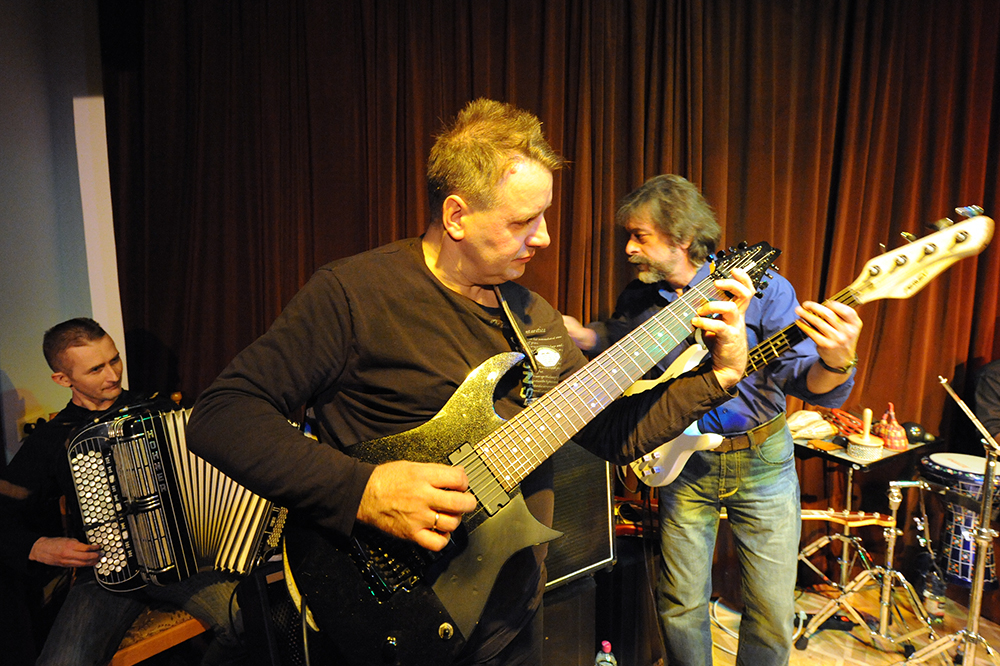
Bogdan Grad - ośmiostrunowa gitara - Koncert Yankel Band (2010) - gościnnie K.Ścierański - gitara basowa